# Uxbridge (Massachusetts)

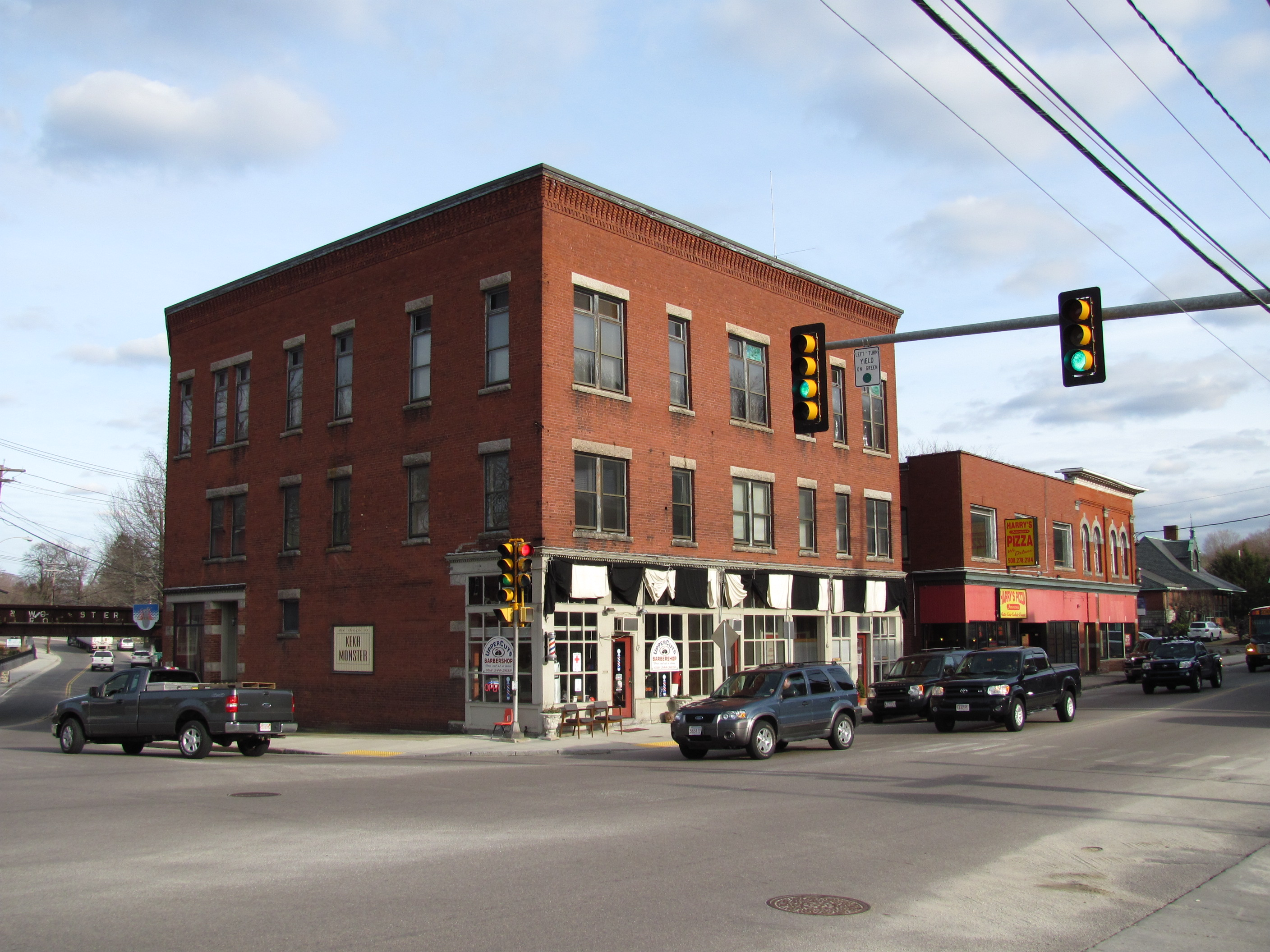
Taft Brothers Block, Uxbridge

Uxbridge város az Amerikai Egyesült Államokban, Új-Anglia térségben, Massachusetts állam Worcester megyéjében. Hivatalosan 1662-ben jelentek meg itt először európai telepesek. A város 1727-ben alakult, és Uxbridge grófjáról nevezték el.
2009-ben 13 247 lakosa volt. Textilgyártásáról ismert. Turisztikai látványossága a Blackstone-völgy Nemzeti Park. Itt élt Lydia Taft, az első amerikai nő, aki szavazati jogot kapott (mivel elhunyt férjének birtoka után jelentős adót fizetett, gyermekei pedig még kiskorúak voltak).

## Fordítás
- Ez a szócikk részben vagy egészben  az   Uxbridge, Massachusetts című angol Wikipédia-szócikk ezen változatának fordításán alapul.  Az eredeti cikk szerkesztőit annak laptörténete sorolja fel. Ez a jelzés csupán a megfogalmazás eredetét és a szerzői jogokat jelzi, nem szolgál a cikkben szereplő információk forrásmegjelöléseként.